# خوان كاميلو فارغاس
خوان كاميلو فارغاس (بالإسبانية: Juan Camilo Vargas) هو لاعب إسكواش كولومبي، ولد في 18 أبريل 1994 في بوغوتا في كولومبيا.

## وصلات خارجية
- خوان كاميلو فارغاس على موقع الاتحاد الدولي لمحترفي الاسكواش (مؤرشف) (الإنجليزية)
- خوان كاميلو فارغاس على موقع SquashInfo.com (الإنجليزية)